# Projet 912M
Le Projet 912M, appelé également type Groźny, est une classe de chasseur de sous-marins polonais (code OTAN: "Obluze Mod")  dérivée du projet 912.

## Historique
À la fin des années 1950 les chasseurs de sous-marins du projet 122bis (en) alors en service dans la Marine polonaise deviennent obsolètes. Pour cette raison le commandement de la Marine envisage de les remplacer par des petites frégates et par des grands chasseurs puissamment armés, notamment en torpilles guidées et lanceurs de grenades anti-sous marine. Cependant ces plans étaient trop ambitieux dans les conditions politico-économiques de l'époque (l'équipement et les systèmes d'armement devaient être importés de l'URSS en accord avec le côté soviétique). En raison de ces difficultés la Marine décide de modifier le projet 912 afin de concevoir un chasseur de sous-marin.
Le projet a été conçu à Gdynia. Les modifications consistaient surtout à changer la forme de la superstructure qui améliorait l'angle du tir du canon avant et l'équipement des navires en radar de conduite de tir MR-104. Les compartiments équipage ainsi que les couloirs ont également été modifiés.
Pour des raisons économiques les chasseurs du projet 912 restent des navires de base de lutte anti sous-marine pendant 30 ans. Ce n'est qu'en 1987 que l'ORP Kaszub vient de les renforcer. Les navires de type Groźny sont parmi les derniers des chasseurs de sous-marin construits au monde. La majorité des pays construisaient déjà des corvettes plus grandes et plus efficaces dans la lutte sous-marine. Les chasseurs classiques de sous-marins étaient alors obsolètes au moment de leur entrée en service. Certains auteurs les définissent même comme « les navires les plus controversés de l'histoire de la marine polonaise d'après-guerre ».
| Nom       | numéro tactique | quille posée | lancement    | armé         | retiré du service |
| --------- | --------------- | ------------ | ------------ | ------------ | ----------------- |
| Groźny    | 351             | 03. 02. 1969 | 15. 04. 1969 | 08. 02. 1970 | 06. 07. 2004      |
| Wytrwały  | 352             | 03. 01. 1969 | 12. 06. 1969 | 08. 02. 1970 | 06. 07. 2004      |
| Zręczny   | 353             | 15. 12. 1969 | 15. 04. 1970 | 30. 12. 1970 | 06. 07. 2004      |
| Zwinny    | 354             | 11. 04. 1970 | 12. 06. 1970 | 30. 12. 1970 | 06. 07. 2004      |
| Zwrotny   | 355             | 29. 06. 1970 | 21. 01. 1971 | 04. 07. 1971 | 10. 10. 2003      |
| Zawzięty  | 356             | 20. 10. 1970 | 05. 05. 1971 | 10. 10. 1971 | 06. 07. 2004      |
| Nieugięty | 357             | 28. 07. 1971 | 20. 12. 1971 | 07. 07. 1972 | 10. 10. 2003      |
| Czujny    | 358             | 05. 11. 1971 | 25. 03. 1972 | 30. 09. 1972 | 06. 07. 2004      |